# 氷河戦士ガイスラッガー
『氷河戦士ガイスラッガー』（ひょうがせんし ガイスラッガー）は、1977年4月12日から8月30日にかけてテレビ朝日にて放送されたテレビアニメ。全20話。

## 概要
3万年前に宇宙からの侵略者・インベム星人によって滅ぼされたソロン王国から生き残り、サイバノイド戦士・ガイスラッガーとなった主人公たち5人の戦いを描く。故郷を失い、サイバノイドとしての宿命を背負ったガイスラッガーの悲哀を中心とする、ハードなストーリー展開の作品である。
本作品は東映テレビ事業部が企画し、制作を東京ムービー（下請制作はオカスタジオ）に委託していた。広告代理店は東映エージェンシーが担当した。提供スポンサーはタカトクトイスが主力を務めていた。
石森章太郎原作による『サイボーグ009』のリメイク的要素も多分に含まれている。
元々『超神ビビューン』の後番組は『快傑ズバット』の予定だったが、東京12チャンネル（現・テレビ東京）で放送されていた『忍者キャプター』が第43話で打ち切りとなったため、『快傑ズバット』は同局へ移行した。このため、急遽本作品は『地球戦士ソロン』の仮題で企画・制作となった。当初は1977年4月5日から放送開始予定であったが、1週遅れて4月12日からの放送開始となった。
視聴率は3%前後に低迷し、玩具売上も芳しくなかったため、秋季の番組改編を待たずに本放送は第20回で打ち切りとなった。ストーリーは、デガス将軍率いる地球攻撃部隊を全滅させた後、ガイスラッガーがソロン号でインベム星へ出撃する所で終了している。

## ストーリー
三万年前、南極大陸に栄えていた超古代文明・ソロン王国は、宇宙からの侵略者インベム星人の攻撃で滅亡の危機に瀕する。
ソロン王国では、インベム星への直接攻撃のために、5人の少年戦士を強力な戦闘力を持つサイバノイド（改造人間の本作中での呼称）に改造。彼らはガイスラッガーと名づけられた。しかし、ガイスラッガーは遠いインベム星への長旅に備えた人工冬眠の実験中不慮の事故により、ソロン号諸共氷河の底に閉じ込められ、インベム星へ旅立つこともできず祖国が滅びたことも知らないまま氷の下で眠り続けることになる。
ソロン王国を滅ぼしたインベム星人だが、地球は氷河期を迎えたため、利用価値のない星として一度は撤退した。そして、三万年後の現代、地球を再び利用価値のある星と認識した彼らは、再び地球侵略を開始した。
三万年の時を越えて覚醒したガイスラッガーは、インベムの攻撃で瀕死の犬ジロをサイバノイド犬として改造し、5人と1匹のチームで、地球を守るためにインベム星人に立ち向かう。インベムを倒したとしても帰る祖国は既にないのだが、ガイスラッガーは母なる星・地球のために万能戦闘機ソロン号を操り、孤独な戦いを続ける。

## 登場人物

### ガイスラッガーのメンバー
シキ・ケン
声 - 古谷徹
ガイスラッガーの（実質的な）リーダーで、ソロン号の操縦を担当。カヤに憎まれ口を叩かれることもあるものの、要所要所でリーダーシップを発揮する。
『サイボーグ009』の009（島村ジョー）に外見が似ている。上半身は白く下半身は赤いツートンカラー。
ミト・カヤ
声 - 神谷明
斜に構えた性格でスキンヘッド。戦略全般を担当しており、ソロン王国から指揮官に任命されたのは彼である。言いたいことを言うキャラクターだが、ゆえに一番人間臭い。
『サイボーグ009』の007（グレート・ブリテン）に容姿が酷似。右上腕内部に光線砲を内蔵。上半身は白く下半身は青いツートンカラー。
オノ・リキ
声 - 若本紀明
他の4人が人間時の外見を残しているのに対し、仮面のような顔とロボット然とした身体を持つ怪力男。ソロン攻撃時以外も含め戦闘・調査担当で、ソロン攻撃時にも常に彼が先陣を切る。
全身は灰色を基調としている。
イイ・タロ
声 - 山本圭子
天才技術者の少年サイバノイド。技術全般および情報解析担当。道具もなしに兵器を作れる。地球防衛軍の対インベム用兵器開発にも協力していた。またソロン攻撃時に敵の武装に対する対応策を瞬時に解析し、在り合わせの部品で対抗装備を開発することもあった。最終話で計器の爆発に巻き込まれそうになったところをジロに救われる。しかし、それによってジロが戦死し、大声で号泣した。デガスとの決戦後、ソロン号にワープ装置を完成・搭載させていたことを明かしている。
上半身は白く下半身は黄色いツートンカラー。
タニ・マリ
声 - 小宮和枝
紅一点女性サイバノイド。負傷したサイバノイドの修理・救護担当だが、ソロン攻撃時は他メンバーと同様の勇敢な戦闘要員となる。
上半身は白く下半身は緑のツートンカラー。
ジロ
ガイスラッガーで唯一の犬型サイバノイド。元は志岐博士の愛犬で、インベムの攻撃により致命傷を負い、マリの手でサイバノイド犬として蘇り、ガイスラッガーの一員となる。普段は特に警察犬・軍用犬的な扱いは受けていない。会話こそできないが、人間の言葉を正確に理解し、チョークをくわえて地面に文字を書くことができる。最終話のデガス艦隊戦で計器の爆発からタロを救うものの、頭脳を破壊されてしまう。最期の力を振り絞りながらケン、タロ、マリに「がんばれ」と書き残し、完全に死亡。その死はガイスラッガーを奮起させ、インベム星への特攻を決意させることとなる。

### ガイスラッガーの協力者
志岐博士
声 - 飯塚昭三
国立地質研究所所長で、ガイスラッガーの現代での身元引受人となる。時には厳しく怒ることもあるが、知識豊富なナイスガイである。ケンのおじ（シキ博士）に似ているが、志岐家とケンとの血縁関係は特に言及されない。
志岐玲子
声 - 吉田理保子
志岐博士の娘。高校生。
志岐浩
声 - 田上和枝
玲子の弟で7歳（最終回で8歳に）。ケンの弟・コウに似ている。
糸魚川長官
声 - 宮内幸平
国防庁長官。ガイスラッガーに理解を示し、協力する。時にはガイスラッガーと対立する立場になったり、ギャグメーカーの面を見せることもある。

### インベム星人
デガス
声 - 緒方賢一
インベム軍地球征服計画および太陽系艦隊の司令官を務める将軍で、インベム星人側唯一のレギュラー。
かなり悪知恵が働くが無茶はせず、退くべき時には退くことができ、闇雲に攻めずに侵攻に必要なエネルギーや物資の調達にも力を入れる慎重派の知将。皇帝であるババルにも、性急に事を運ばず慎重に行うよう進言していた。
ガイスラッガーに作戦をことごとく妨害されて地球攻略が進まず、最終話では、それに業を煮やしたババルから最後通牒を突き付けられたため、命令に従わざるを得ず、総攻撃を開始。艦隊戦でジロを死に追いやったものの、地球防衛軍の猛攻とジロを殺されて怒り心頭のガイスラッガーの反撃によって自分の艦を爆沈させられ、自身は宇宙の彼方に放り出されて戦死した。
ババル・ベム・インベム
声 - 家弓家正
第17話から登場したインベム星の皇帝。細身で髭顔の神経質そうな人物で、少々短気な性格の持ち主。
インベム星の首都ババルムーラにある城に座しており、初登場の第17話では近衛部隊の精鋭であるガルバ、ゾルバの兄弟に出撃を命じた。
最終話では、太陽系艦隊の地球攻略が遅々として進まないことに業を煮やし、デガス将軍に太陽系艦隊の全勢力をもって地球への総攻撃を行うよう、最後通牒を突き付けながら厳命。しかし、その太陽系艦隊がデガスもろとも全滅し、これに激怒。「来るなら来てみろ！ 叩き潰してやる！ そして、地球に総攻撃をかけてやる！」と、自ら地球侵略に乗り出すことを宣言した。
打ち切りが決定したためにゲストキャラクター的扱いとなり、エンディングのクレジットでは家弓の名前のみ表示された。

## 設定

### ソロン号
ガイスラッガーが攻撃に使用する万能戦闘機。全長25メートル、全幅20メートル、全高5メートル、総重量は15トン。エンジンは原子力、イオンの複合機関。機体は中央部が隆起しており、その脇から少し薄い機体と楕球型ドームを持つ左右部分、その端から段差装甲と後端にサブスラスター各一機を持つ主翼へと繋がる。隆起した中央部の後端にメインスラスターを一機装備する。外装は機体と機首が鮮やかな赤を基調とし、各翼部および伸張部は銀色を基調としたカラーリングである。機体はソロン王国製の特殊合金プラチノンで覆われていて、ある程度の攻撃は跳ね返す威力を持つ。
機体および主翼の後端にブースターを備え、主翼前端部から翼端部に掛けて段差を持つ装甲を設けてある。この装甲は一見すると一定ピッチで同じ幅の板を張り付けたような形になっている。機体上面左右のドームには速射ミサイルを発射する五連装ミサイルポッドが内蔵され、発射時にはドーム前部を下方に格納し発射口を開く。機体前面にある吸気口内にはビーム機銃が隠されている。機体前方に巨大なドリルを装備し、これがこのメカの外見的特徴となっている。このドリルはソロン攻撃で敵艦に突っ込んで体当たりし、敵艦装甲を突き破り侵入用の穴を開けるのに使用する。穴を開けた後はドリルが上下に割れ、コックピットからの通路が開いて敵艦内に直接侵入できる。ドリルで突っ込むことを「ドリル・オン」、逆を「ドリル・オフ」と呼称する。
レーザー用の光子バリヤーおよびミサイル用の磁力バリヤーを持つが、両方を同時に使用することはできず、戦略担当のカヤの判断で両者を切り替えて使用する。
機体内部は前方にガイスラッガー各人の座席を備えたコクピットが、後方にはサイバノイドがマリの手によって修理を受けるクリニックルームと動力部となる機械室がある。本来の出入り口は後方にあるが、ソロン攻撃中には機首のドリルが展開することで出入りが可能になる。
インベムの攻撃によりソロン号がダメージを受けた際には、技術者のタロが修理を行う。
最終回の最後でワープ装置が完成し、地球から21光年の彼方にあるインベム星へワープしながら特攻を開始したところで物語は完結する。

#### コクピット
コクピットは機体中央部の隆起部分に位置し、屋外視認キャノピーは機体前方部、ドリル後方上部に半円状に5枚が位置する。各人の席は内部最前列中央にリキの席（「ソロン攻撃」時に進入する際の通路になるため折り畳み可能な簡易シートだが、強度は他の4人の席よりも上）があり、少し後ろにずれて、前部座席として左右にケンとカヤの席、その後ろにタロとマリの後部座席が丁度Vの字形に並ぶ。シートはリキの突入口部以外は4人共同じ仕様（アームレスト付で大型、航空機もしくは戦闘機と同様仕様のフットレスト付）のもので、各人の専用装甲が内蔵されている。そのために5人の中で最年少のタロには少し大きいサイズになっている。ケンの席の前にはソロン号の操縦桿をはじめとした操縦に関する機器が、カヤの席の前にはバリヤやセンサー類の操作盤が、リキの席の前には武器の操作盤があり、座席ごとにそれぞれ役割分担が決められている。他にタロの席の横にコンピュータがあり、操作する時はタロの座席がコンピュータ側に回転する。高速推進時はコクピット内も激しく揺れる過酷な状況になるが、身体を固定するシートベルトのようなものはなく、タロやマリなどは自分の座席の中で必死に耐えるシーンも登場した。
本作品を語る上で、ソロン号のコクピットは欠かせない場所である。ソロン号が移動基地の役割も兼ねているため、そこは操縦席であり、作戦会議室にもなる。ゆえに本編各話のスタイルとして、コクピット内のシーンが非常に多い。

### ソロン攻撃
ガイスラッガーが、インベム軍に対して行う切り札の攻撃方法で、要は衝角を用いた体当たり攻撃＋白兵戦。通常はリキのみが戦闘担当だが、ソロン攻撃開始に伴いケン、カヤ、タロ、マリの4人も全身を装甲で覆った戦闘フォームとなる（この変身はソロン号内でのみ可能に描写されているが、本編で深く語られていない。なお、OPでは作画ミスにより敵艦突入直後のカットで通常時の姿のままだった）。装甲装着時には、4人は「ソ・ロ・ン」のコードを発し、然る後シートから各人の装甲が展開しそのまま装着される。そして、ソロン号機首のドリルで敵艦に突入し、敵機内部より白兵戦を展開する。一種のラム戦であり、移乗攻撃（アボルタージュ）である。その際にソロン号は機首ドリル部を伸張すると共に主翼を格納し、同時に主翼前縁部の装甲で機体前部をガードし、変形終了と同時に加速。ドリルを回転させながら敵機に突入し、ドリルは回転停止と同時に上下に鳥の嘴の如く展開、伸張部のチューブを通って全員で敵機内に進入する。作戦終了後は全員のソロン号への帰還が確認された後、ドリル出入口を閉じ、突入時と逆回転させて間隙を作り、機体に装備された逆噴射ブースターで離脱、突入前と逆のプロセスでドリルと主翼を変形。メインブースターを用いて一気に加速、現場より急速脱出し、敵機の爆発から回避する。ソロン号のドリルはストレートタイプ（テーパーリーマと同様の両刃）であり、左右どちらに回転しても切削力を生じる。
監督の石黒昇は1982年の『超時空要塞マクロス』でも、マクロスの右腕となっている戦艦・ダイダロスを敵艦へ突入させ、船体表面装甲部を突破した上で接舷戦闘を展開したデストロイド陸戦部隊の斉射で敵艦を内部から破壊する「ダイダロス・アタック」を必殺技の演出として用いている。

### サイバノイド戦士
サイバノイドとはサイバネティクス・ヒューマノイドの略称で、インベムを倒すためにソロン王国の科学で改造された強化人間である。首から上の頭部の外見は人間時代のままで（リキは例外）、首から下は上半身の白と下半身の各キャラクターのシンボルカラーのツートンカラーの外皮で覆われている（一見スーツのようにも見えるが、脱ぐことはできない）。身体のライン・シルエットは人間時代のものを踏襲しているが、内部は完全に機械化されており、攻撃を受けて故障しても部品交換により回復する（ソロン号のクリニックルームは、サイバノイドに関するあらゆる故障を修理することが可能）。ただし頭脳部分のみは交換が効かないため、そこが弱点ともなっている（実際に最終話でジロがタロをかばって頭に攻撃を受け、死亡している）。また、腰の両側には銃を装備。腰部の小型エンジンにより飛行も可能だが、飛行シーンはあまり描かれなかった。
通常は人間と同じような生活を送り、食事は必要としないものの睡眠は取り、ソロン号のコックピットで待機中にいねむりをすることもある。また、咽頭部にはあらゆる言語を発生可能な音声合成機、耳殻内には周囲の言語を記録・解析し、いかなる言語も解析可能な自動翻訳機を備える。第1話において、5人は当初はソロン王国公用語を用いていたが、志岐博士が全く違う言語を用いていると理解するやこの機能を用いて完全な日本語を駆使するようになった。諸外国の人たちとの会話にもこの機能を用いている。

### オペレーションセンター
国立地質研究所の中の組織として、表向きは地質の調査をする部門ということになっているが、実際はソロン号を格納し、インベムの侵攻に対するガイスラッガーの前線基地である。
日本国民に対してインベムの侵攻はまだ秘密にされており、ソロン号も地質の調査を行うという名目で発進する。インベム星人はソロン号の基地を必死に探したが、結局発見はできなかった。

### ソロンマーク
太陽を模してデザインされたソロン王国のエンブレムで、円内を4色の四半円に塗り分け、8本の光芒がその外に突き出ている。ソロン号の機体、コクピット内の座席、ガイスラッガーの身体および装甲とあらゆる部分に描かれている。

### 地球軍宇宙戦闘機
タロによって設計された単座戦闘機で、最終回に登場した。宇宙に出る際には大型ブースターを使用する。機首にガトリング式のレーザー機関砲、機体底部にウェポン・ベイを持ち、ミサイルはそこに装備される。ドリルによる突撃能力はないが、強力なバリアーによる防御力、大型艦をも撃沈する威力を持つレーザー機関砲などの攻撃力はソロン号に匹敵する。
多数が投入され、インベム太陽系侵攻艦隊を全滅に追い込んだ。

### インベム軍

#### スペーシガー
インベム軍の宇宙空母。通常は「円盤母艦」と呼称されている。船体は葉巻型で艦尾にX字状のフィンを持つ。両舷に艦載機の射出口があり、艦載機「フォーサー」を多数搭載する。発艦の際にはハンマー状の射出装置で同機を射ち出す。主な武装は艦首レーザー砲とミサイル発射管4門。これらは現代の攻撃型潜水艦のように前部に集中配置されている。防御に関しては完全にバリアー頼みのようで、他の武装、特に対空火器などの所在は不明。

#### フォーサー
スペーシガーの艦載機でアダムスキー型円盤の型状を持つ3座式戦闘機。中軸にある螺旋ボルト状の昇降装置で機体上部を上げて搭乗する。武装は機体登頂部のレーザー砲とミサイル発射管3門。

#### 駆逐艦
インベム軍の宇宙戦闘艦。矢じりのような船体構造を持ち、主船体上部にバルジ状の上部構造物があり、主砲の大口径レーザー砲と艦橋はここに配置されている。艦尾方向となる矢羽の部分に逆Y状に3枚のフィンを持つ。艦首にはミサイル発射管が4門装備されている。船底部にドッキング・ポートがあり、「フォーサー」を1機ドッキングさせることが可能。スペーシガーに次いで登場回数が多く、第2話でドドス艦長の指揮の下、分遣艦隊の旗艦として円盤母艦1隻および巡洋艦2隻を率いることもあった。

#### 巡洋艦
インベム軍の宇宙戦闘艦の一種。第1、2、6話（回想シーン）、20話に登場。駆逐艦をスケールアップしたフォルムを持ち、半紡錘型の船体の両舷にインテークを持った尻すぼみのフィン状に張り出したウェポン・ベイを、上部に駆逐艦同様にバルジ状の上構を持つが、三層構造と大型化している。艦尾にはメインスラスターを十字状に配置している。武装は両舷のフィン状のウェポン・ベイの付け根にレーザー砲を装備している。発射孔は三連装に見受けられるが、ビームは1条である。ほかにはレーザー砲口のその外側に第2話でスペーシガーが発射しようとしてソロン号にレーザーで狙い撃たれたミサイルと同型のものを発射する三連装のミサイルランチャーらしきものを備えている。それ以外の武装は不明。レーザーの光条は駆逐艦のものよりも細めである。第2話ではドドス艦長の駆逐艦を旗艦とした円盤母艦を含む分遣艦隊に2隻が同行した。最終回では多数が登場し、ラストでは地球軍の宇宙戦闘機に撃沈されるシーンがある。

#### 戦艦
スペーシガーに次ぐ規模を持つインベム軍の大型戦闘艦。第1、2、20話のみ登場。赤と白のカラーリングの半円紡錘形の船体に艦尾部に機関ユニットを持つ。艦首部一杯に広がる窓のような構造があり、ここが艦橋のようである。あくまでモブ的な意味合いしか持たぬ影の薄い存在であるため、戦闘シーンは無く、兵装などは不明。

#### デガス艦
太陽系侵攻艦隊の旗艦で、前線基地としての機能を持つ機動要塞。
最終回では隕石爆弾による軌道爆撃を行った。ソロン号との戦闘では次元振動波砲によって少なからずの損傷を同機に与え、ジロを死に至らしめた。
ソロン攻撃の際コマンド・ブロックを分離させ、メイン・ブロック共々道連れにせんとしたが果たせず、通信でケンに「インベム星に乗り込んでやる！」と宣言されたデガスは「ババル皇帝は宇宙最強の艦隊で迎え撃つだろう！」と対抗するも、「ババル皇帝に伝えろ！ ガイスラッガー三万年の恨みを晴らしにいくと！」と言い放たれた後、ソロン号に上下に引き裂かれて爆沈。
デガスは宇宙に放り出されて戦死する。

#### ガルバ号
第17話に登場。皇帝ババル直属の近衛の精鋭、ガルバ、ゾルバの兄弟が指揮する戦闘艦。少数精鋭主義のため、乗組員は兄弟の他、兵が4名である。

#### インベム星
その名の通り、インベム星人の故郷にして牙城。その首都ババルムーラに、皇帝であるババル・ベム・インベムが座している。
地球から21光年の距離にある。

## スタッフ
- 企画：斉藤侑、鈴木武幸
- 原作：石森章太郎
- チーフディレクター：石黒昇
- 作画：金田一功、富沢和雄、大内山武、海老沢幸男、小和田良博、寺司重幸、飯山嘉昌、山崎勝彦、原田薫、佐藤徹、長谷川憲生、豊永みちる、今井正彦、石井儀一、阿部司、神林光嗣、大塚伸治、中村範子、貞光紳也、鍋島修、田口智子、渋谷早苗、飯島正勝、他
- 美術監督：石津節子
- 美術設定：吉田実、吉原一輔
- 背景：西芳邦、八村博也、佐藤道子、他
- 仕上：川上直子、曽根由貴子、萩原澄恵、他
- 特殊効果：新井正春、前川孝、他
- 撮影監督：高橋宏固
- 撮影：白井久男、山本芳久、引野正之、他
- 編集：鶴渕映画
- 音楽：菊池俊輔
- 録音演出：斉藤敏夫
- 音響効果：森賢一(イシダサウンドプロ)
- 調整：山下欽也
- 音響制作：東北新社
- 音響制作担当：沼田かずみ
- 現像：東京現像所
- タイトル：鈴木誠二
- 制作進行：高橋誠、神代保男、佐藤慶子、他
- 制作担当：広岡修
- 制作デスク：小野忠
- 制作協力：東映エージェンシー、東京ムービー、オカスタジオ
- 制作：テレビ朝日、東映

## 主題歌
オープニングテーマ「氷河戦士ガイスラッガー」
作詞 - 石森章太郎 / 作曲・編曲 - 菊池俊輔 / 歌 - 水木一郎
テレビサイズではコーダ（曲の終わり）と吹雪の音がクロスフェードするという、珍しい演出がされている。
エンディングテーマ「われらの命 ソロン号」
作詞 - 八手三郎 / 作曲・編曲 - 菊池俊輔 / 歌 - 堀江美都子、コロムビアゆりかご会

## 各話リスト
| 話数 | サブタイトル             | 脚本     | 絵コンテ   | 演出       | 作画監督 | 放送日         | 登場敵キャラクター                              |
| ---- | ------------------------ | -------- | ---------- | ---------- | -------- | -------------- | ----------------------------------------------- |
| 1    | 戦士 三万年前より還る    | 辻真先   | 石黒昇     | 石黒昇     | 富永貞義 | 1977年 4月12日 | ガロロ大尉                                      |
| 2    | 消えたスペースシャトル   | 藤川桂介 | 秦泉寺博   | 秦泉寺博   | 山下征二 | 4月19日        | ドドス艦長                                      |
| 3    | イースター島から来た少年 | 雪室俊一 | 石黒昇     | 石黒昇     | 富永貞義 | 4月26日        | ヘドス隊長                                      |
| 4    | 悪魔の海の決闘           | 安藤豊弘 | 秦泉寺博   | 秦泉寺博   | 富永貞義 | 5月3日         | ギラル艦長                                      |
| 5    | トンカラリンは地獄の門   | 辻真先   | 吉田健次郎 | 吉田健次郎 | 富永貞義 | 5月17日        | ガゼル隊長                                      |
| 6    | 明日香の巨大な謎         | 藤川桂介 | 秦泉寺博   | 秦泉寺博   | 富永貞義 | 5月24日        | パパス艦長                                      |
| 7    | ストーンサークルの贈り物 | 雪室俊一 | 石黒昇     | 石黒昇     | 山下征二 | 5月31日        | グモス副官                                      |
| 8    | 日本のピラミッド         | 安藤豊弘 | 磯浜太郎   | 秦泉寺博   | 富永貞義 | 6月7日         | ガラバ隊長                                      |
| 9    | 冬眠カプセルの少女       | 雪室俊一 | 石黒昇     | 石黒昇     | 山下征二 | 6月14日        | ゾベス隊長                                      |
| 10   | ジロ暁に吠える           | 辻真先   | 吉田健次郎 | 吉田健次郎 | 富永貞義 | 6月21日        | ドルム大尉                                      |
| 11   | 亡霊潜水艦Uボート        | 藤川桂介 | 秦泉寺博   | 秦泉寺博   | 富永貞義 | 6月28日        | ババン司令 ジジン艦長 ゲッツ副長                |
| 12   | 悲しみと怒りは胸に       | 安藤豊弘 | 磯浜太郎   | 秦泉寺博   | 富永貞義 | 7月5日         | ロゴス隊長                                      |
| 13   | 狙われたソロン号         | 辻真先   | 吉田健次郎 | 吉田健次郎 | 富永貞義 | 7月12日        | ゼルマ ナズル中尉                               |
| 14   | あゝ! 祖国よ             | 藤川桂介 | 秦泉寺博   | 秦泉寺博   | 富永貞義 | 7月19日        | ガット隊長                                      |
| 15   | 人間爆弾作戦             | 安藤豊弘 | 石黒昇     | 石黒昇     | 富永貞義 | 7月26日        | ガンガ隊長                                      |
| 16   | 夕子の羽衣               | 雪室俊一 | 磯浜太郎   | 秦泉寺博   | 富永貞義 | 8月2日         | ダガル少佐                                      |
| 17   | 月は戦場だ               | 辻真先   | 吉田健次郎 | 吉田健次郎 | 富永貞義 | 8月9日         | ガルバ ゾルバ                                   |
| 18   | 熱砂の激闘               | 藤川桂介 | 秦泉寺博   | 秦泉寺博   | 山下征二 | 8月16日        | ババス隊長 ピピン隊長                           |
| 19   | インベムへの亡命者       | 雪室俊一 | 磯浜太郎   | 吉田健次郎 | 富永貞義 | 8月23日        | 名前不明のインベム隊長                          |
| 20   | 21光年への特攻           | 安藤豊弘 | 石黒昇     | 石黒昇     | 富永貞義 | 8月30日        | デガス以下、太陽系攻撃艦隊の艦長たち ババル皇帝 |

## 放送局
- テレビ朝日（制作局）：火曜 19:00 - 19:30
- 北海道テレビ : 火曜 19:00 - 19:30
- 東日本放送：火曜 19:00 - 19:30[7]
- 福島中央テレビ：金曜 17:00 - 17:30[8]
- 新潟放送：水曜 17:00 - 17:30[9]
- 静岡放送：金曜 17:30 - 18:00[10]
- 名古屋テレビ：火曜 19:00 - 19:30
- 朝日放送：火曜 19:00 - 19:30
- 瀬戸内海放送 : 火曜 19:00 - 19:30
- 広島ホームテレビ : 火曜 19:00 - 19:30
- 九州朝日放送 : 火曜 19:00 - 19:30

## 映像ソフト化
- 2008年7月21日発売の『石ノ森章太郎 生誕70周年 DVD-BOX』に、第1話が収録されている。
- 2009年8月7日に、『氷河戦士ガイスラッガー コンプリートDVD』が東映ビデオより発売された。全話のソフト化は、これが初めてである。

## ネット配信
- 2023年6月1日より、YouTube「東映シアターオンライン」の「アニメ据置枠」から、第1・2話が常時無料配信されている。

## コミカライズ
1977年当時の講談社『テレビマガジン 4月号増刊』に、土山よしきによる読み切り漫画が掲載された。最終ページには「第1部おわり」との一文が添えられているが、残念ながらテレビマガジン誌で第2部以降が描かれる機会は無かった。ただし、同じ土山による執筆のコミカライズが、掲載誌を小学館『てれびくん』に代えて、1977年5月号から7月号にかけて短期連載されている。
ほかに徳間書店『テレビランド』（1977年5月号 - 7月号）にも斎藤栄一によるコミカライズが連載されているが、こちらは学園を舞台にした3頭身キャラクターのギャグマンガにアレンジされていた。

## その他
円道祥之の書籍『空想歴史読本』では、三万年前のインベム星人によるソロン王国攻撃を「空想歴史上で人類が最初に受けた侵略」としている。